# Bohuslav Martinů
Bohuslav Martinů (Polička, 8 dicembre 1890 – Liestal, 28 agosto 1959) è stato un compositore ceco naturalizzato statunitense.

## Biografia
Di umili origini, (era figlio di un modesto calzolaio e di una portiera di palazzo) dimostrò sin dai primi anni di vita il suo talento musicale, tanto che il sarto del paese lo incoraggiò a studiare il violino all'età di 8 anni. Nel 1906 si iscrisse ai corsi di composizione del Conservatorio di Praga, ma ne fu espulso due volte per motivi disciplinari; nel frattempo si era appassionato alla letteratura e al teatro immergendosi in svariate letture dei più vari autori, in particolare francesi e tedeschi. Nel 1913 ottenne come ospite un posto di secondo violino dell'Orchestra Filarmonica Ceca, ruolo che lasciò nel 1918 e che poi riprese per un anno nel 1923; contemporaneamente aveva preso lezioni di composizione da Josef Suk. Ottenuta una borsa di studio, nel 1923 si trasferì a Parigi dove studiò con Albert Roussel per due anni. Lì incontrò Igor' Stravinskij, Arthur Honegger e gli altri del "Gruppo dei Sei" e sviluppò un grande interesse verso le idee dei poeti surrealisti; assieme a C. Beck, A. Cerepnin, T. Harsányi, M. Mihalovici, A. Spitzmüller e Alexandre Tansman diede vita, attorno al 1928, alla cosiddetta "École de Paris".

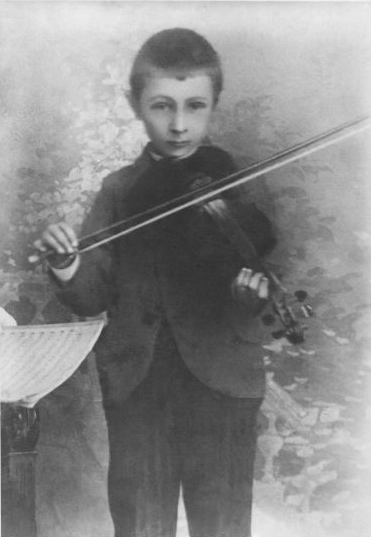
Martinů al violino nel 1896 ca.

Nel 1932 vinse il Premio Coolidge grazie a un Sestetto per archi, il che gli permise di dedicarsi intensivamente alla composizione, ma fu costretto a lasciare la Francia nel 1940 a causa degli eventi bellici. Si trasferì negli Stati Uniti con la moglie, francese; all'Università di Princeton, dove insegnò fino al 1943, ebbe la cattedra di composizione. Ripresi i contatti con l'Europa alla fine della seconda guerra mondiale, fu invitato ad insegnare composizione al Conservatorio di Praga, ma in seguito a una caduta ebbe una grave crisi di amnesia e dovette rinunciare al proposito. Gli avvenimenti del 1948 lo indussero poi a restare negli Stati Uniti dove soggiornò sino al 1953, ottenendo la cittadinanza americana nel 1952. Tra i suoi allievi statunitensi ebbe anche il celebre compositore Burt Bacharach. Visse a Roma tra il 1953 e il 1955, quindi si trasferì a Nizza e a Basilea. Operato di cancro allo stomaco alla fine del 1958, morì pochi mesi dopo.

## Opere
La sua folta produzione comprende, tra l'altro, una decina di opere teatrali, tra cui Julietta (1938), La commedia sul ponte (originariamente per la radio, 1937), Il matrimonio (per la televisione, 1953), La Passione greca (1958). Scrisse inoltre numerosi balletti, 6 sinfonie (1942-1953) e composizioni per orchestra, come il Concerto grosso (1937), la Sinfonietta detta La Jolla (1950), Gli affreschi di Piero della Francesca (1955), Le Parabole (1958) oltre a numerosi pezzi vocali e strumentali con orchestra, brani per pianoforte solo e un nutrito catalogo cameristico.

### Stile
Confluiscono nell'opera di Martinů influenze differenti, dalla musica nazionale all'impressionismo francese e al neoclassicismo di Igor' Stravinskij, dalla vocalità afro-americana al jazz. Il suo stile risulta quindi eclettico, innervato da un forte contrappuntismo di stampo neobarocco.
Una particolare caratteristica che ricorre nelle sue composizioni orchestrali è l'onnipresenza del pianoforte; molte delle sue opere per orchestra includono infatti una parte pianistica di rilievo, incluso il suo concerto per clavicembalo e orchestra da camera. La maggior parte delle sue composizioni nel periodo compreso fra il 1930 e il 1950 poteva essere definita in stile neoclassico, ma nei suoi ultimi lavori Martinů iniziò ad includere cenni rapsodici ed un senso della forma più sciolto e spontaneo. 
La sua qualità migliore è la semplicità quasi infantile, non priva di un virtuosismo di grande eleganza.

### Composizioni

#### Opere liriche
- Il soldato e la ballerina (1927)
- Una settimana di bontà (1929)
- La voce della foresta, opera radiofonica (1935)
- Julietta (il titolo originale è Snár: "Il libro dei sogni") (Praga 1938 che ha avuto la prima italiana nel 2005 al Teatro Alighieri per il Ravenna Festival)
- Il matrimonio (1952)
- Mirandolina (La locandiera) (1954)
- Arianna (1958)
- La Passione Greca (1958)

#### Oratorio
- L'Epopea di Gilgamesh (1955)

#### Musica sinfonica
- Concerto n.1 per pianoforte e orchestra da camera (1925)
- La Bagarre (1926)
- Concertini per trio con pianoforte e orchestra d'archi H231 e H232 (1933)
- Concerto n.2 per pianoforte e orchestra (1934)
- Invenzioni (1934)
- Concerto grosso (1937)
- Sinfonietta giocosa per pianoforte e orchestra da camera (1940)
- Sinfonia n. 1 (1942)
- Sinfonia n. 2 (1943) nella Severance Hall di Cleveland diretta da Erich Leinsdorf
- Toccata e due canzoni (1946)
- Concerto n.3 per pianoforte e orchestra (1948)
- Intermezzo (1950)
- Gli affreschi di Piero della Francesca (1955)
- Concerto n.4 per pianoforte e orchestra "Incantation"(1956)
- Concerto n.5 per pianoforte e orchestra "Fantasia concertante" (1957)
- Trois estampes (1958)
- Doppio concerto per due orchestre d'archi, pianoforte e timpani H 271 (1938)
- Concerto per oboe e piccola orchestra, H 353 (dedicato a Jiří Tancibudek).

#### Balletti
- Istar (1922)
- L'insurrezione (1925)
- La Revue de Cuisine (1927)
- Spalìcek (1932)

#### Musica da camera
- Trio per archi n.1 (1923)
- Quartetto per clarinetto, corno, violoncello e tamburo (1924)
- Impromptu, per violino e pianoforte (1927)
- Jazz Suite per undici strumenti (1928)
- Nocturnes, per violoncello e pianoforte (1930)
- Nonetto per archi e fiati (1930)
- Sestetto per archi (1932)
- Quintetto per pianoforte n.1 (1933)
- Trio per archi n.2 (1934)
- Madrigali per oboe, clarinetto e fagotto (1937)
- Promenades per flauto, violino e clavicembalo (1939)
- Quintetto per pianoforte n.2 (1944)
- Trio per flauto, violoncello e pianoforte (1944)
- Rapsodia ceca per violino e pianoforte (1945)
- (First) Sonata per flauto e pianoforte (1945)
- Quartetto per violino, violoncello, oboe e pianoforte (1947)
- Tre danze ceche per due pianoforti (1949)
- Tre Madrigali per violino e viola (1949)
- Sonata per viola e pianoforte (1955)
- Sonata per tromba e pianoforte (1956)
- Sonatina per clarinetto e pianoforte
- Variazioni su un tema slovacco per violoncello e pianoforte (1959)